# Ноцентелли, Лео
Лео Ноцентелли (род. 15 июня 1946) — американский музыкант и автор песен, наиболее известный как основатель и соло-гитарист фанк-группы The Meters. Он написал оригинальные версии нескольких классических фанковых песен, таких как «Cissy Strut» и «Hey Pocky A-Way». В качестве сессионного музыканта записывался со многими известными музыкантами, такими как Доктор Джон, Роберт Палмер и Этта Джеймс. Получил премию «Грэмми» за музыкальные достижения всей жизни, как участник The Meters.

## Дискография

### В качестве лидера
- Nocentelli: Live in San Francisco (DJM, 1997)
- Rhythm & Rhymes Part 1 (TLB, 2009)[2]
- The Secrets of Funk: Using it and Fusing it ! (2003) — instructional DVD[3]

### С другими
Согласно порталу AllMusic.
- Nightbirds (Epic, 1974) с Labelle
- Sneakin' Sally Through the Alley (Island, 1974) с Robert Palmer
- The Wild Tchoupitoulas (Mango, 1976) с The Wild Tchoupitoulas
- Patti LaBelle (Epic, 1977) с Patti LaBelle
- Changes (MCA, 1980) с Etta James
- On the Line (RCA, 1983) с Michael Wycoff
- Let My People Go (Quest, 1985) с The Winans
- Winner in You (MCA, 1986) с Patti LaBelle
- Tenderness (American Clave, 1990) с Kip Hanrahan
- Storyville (Geffen, 1991) с Robbie Robertson
- Us (Geffen, 1992) с Peter Gabriel
- Southern Exposure (Jive, 1993) с Maceo Parker
- Urban Blues Re: Newell (Sony Plain, 1995) с King Biscuit Boy
- Connected (NYNO, 1996) с Allen Toussaint
- Rock and Roll Doctor: Lowell George Tribute (CMC, 1997) с различными музыкантами
- Matriarch of the Blues (Private Music, 2000) с Etta James
- Big Wide Grin (Sony, 2001) с Keb’ Mo’
- Sing Me Back Home (Sony BMG, 2006) с New Orleans Social Club[5]
- Unlock Your Mind (Rounder, 2012) с The Soul Rebels
- Parking Lot Symphony (Blue Note, 2017) с Trombone Shorty

## Для дальнейшего чтения
- Jason Berry; Jonathan Foose; Tad Jones. Up from the Cradle of Jazz (неопр.). — Da Capo Press, 1992. — С. 190—200. — ISBN 9780306804939.
- Grace Lichtenstein; Laura Dankner. Musical Gumbo: The Music of New Orleans (неопр.). — W.W. Norton, 1993. — С. 153—160. — ISBN 9780393034684.